# Pluja digital de Matrix

Una interpretació de la pluja digital de Matrix

La pluja digital de Matrix, o Codi Matrix, és el codi informàtic que apareix a la sèrie de pel·lícules de Matrix. El codi verd cau de manera que representa l'activitat de l'entorn de realitat simulada de Matrix a la pantalla mitjançant tipografia cinètica. Les quatre pel·lícules de Matrix, així com els episodis derivats de The Animatrix, s'obren amb aquest codi. És una marca característica de la franquícia, similar al rastre inicial de text que apareix a la franquícia Star Wars.

## Rerefons
A la pel·lícula, el codi que comprèn la mateixa Matrix es representa sovint com a personatges verds que flueixen cap avall. Aquest codi utilitza una tipografia personalitzada dissenyada per Simon Whiteley que inclou imatges capgirades de caràcters kana de mitja amplada i lletres i números llatins occidentals. En una entrevista del 2017 a CNET, va atribuir el disseny a la seva dona, que ve del Japó, i va afegir: "M'agrada dir a tothom que el codi de The Matrix està fet de receptes de sushi japoneses", però no especificà quin plat en concret i només indicà que havia escanejat textos d'un llibre de receptes japoneses de la seva dona.
L'efecte s'assembla al de les pantalles verdes de la generació més antiga dels monitors d'ordinador fosforescents monocroms. I un predecessor de la pluja digital existeix en una "escena de codi" de la pel·lícula Meteo, una pel·lícula de cultura pop experimental hongaresa de 1990. La pel·lícula ciberpunk de 1995 Ghost in the Shell, una forta influència a The Matrix, presenta crèdits inicials similars a la pluja digital.
No s'ha publicat cap versió oficial de la tipografia del codi que s'utilitza realment a la trilogia Matrix ni al lloc web del joc Path of Neo. Però sí que s'han fet diverses imitacions, la majoria en forma d'estalvi de pantalla.

## Impacte cultural
El músic holandès Arjen Anthony Lucassen va anomenar una cançó "Digital Rain", en honor a la pel·lícula, al seu àlbum de 2010 Victims of the Modern Age de la seva banda Star One.

L'efecte també va inspirar la creació de molts estalvis de pantalla de Matrix no oficials, inclòs el mode "GL Matrix" a XScreenSaver, i al programa *NIX cmatrix.